# GRANRODEO Tribute Album "RODEO FREAK"
『GRANRODEO Tribute Album "RODEO FREAK"』（グランロデオ トリビュート アルバム ロデオ フリーク）は、日本のバンドGRANRODEOの15周年記念トリビュートアルバム。2020年8月19日に発売された。

## 収録曲
全作詞：谷山紀章、全作曲：飯塚昌明
1. Can Do / でんぱ組.inc
編曲：MOSAIC.WAV
  - 16thシングル曲。
2. The Other self / BREAKERZ
編曲：BREAKERZ
  - 20thシングル曲。
3. 変幻自在のマジカルスター / OxT
編曲：Tom-H@ck、KanadeYUK
  - 21stシングル曲。
4. Infinite Love / シド
編曲：シド
  - 2ndシングル曲。
  - シドとGRANRODEOがシド『SID Collaboration TOUR 2019』ツアーでこの曲を演奏。
5. modern strange cowboy / FLOW
編曲：FLOW
  - 11thシングル曲。
  - TAKEの好きなGRANRODEOの曲。彼はまた、e-ZUKAの7弦ギターを借りて自分のパートを録音。
  - FLOWとGRANRODEOが『FLOW×GRANRODEO 1st LIVE TOUR “Howling”』ツアーで「Can Do」「Glorious days」と共にこの曲を披露。[1]
6. Punky Funky Love / ベリーグッドマン
編曲：ベリーグッドマン、GOUYA IWANARI
  - 22ndシングル曲。
7. BEASTFUL / 超特急
編曲：ロマンス倶楽部
  - 29thシングル曲。
8. メズマライズ / MUCC
編曲：Miya
  - 16thシングルのカップリング曲。
9. 偏愛の輪舞曲 / 西川貴教
編曲：ゆよゆっぺ
  - 19thシングル曲。